# Daisy (Arkansas)
Daisy è un comune degli Stati Uniti d'America, situato in Arkansas, nella contea di Pike.